# أحمد رمزي (ممثل)
أحمد رمزي، ممثل مصري ولد في 18 مارس 1997 بحي السيدة زينب، بدأ مشواره الفني من خلال فيديوهات ساخرة عبر وسائل التواصل الاجتماعي.
درس أحمد رمزي في المعهد العالي للفنون المسرحية. وهو ممثل كوميدي.

## المسلسلات
- 2021 : في بيتنا روبوت
- 2022 : في بيتنا روبوت 2

## الأفلام
- 2023 : رهبة، مع الفنان أحمد الفيشاوي

## أخرى
- كان مخرج إسكتشات لبرنامج الدحيح تقديم أحمد الغندور في عام 2022.
- ظهر في لقاء مع منى الشاذلي على قناة أون الفضائية بعد نجاحه وتصدره الترند بفيديو "خيالي في الإمتحان" بظهوره المفاجئ مع الكثير من الفنانين مثل أحمد الفيشاوي، هشام ماجد، ويجز، وغيرهم. وفي فيديو آخر ظهر مع محمد الشرنوبي، تارا عماد، أحمد داش، وغيرهم.[3]

## الأغاني
- كليب "حرّان" على يوتيوب.

## وصلات خارجية
- أحمد رمزي على موقع قاعدة بيانات الأفلام العربية